# فرودگاه بین‌المللی رسریو – ایسلس ملوینس
فرودگاه بین‌المللی رسریو – ایسلس ملوینس (به انگلیسی: Rosario – Islas Malvinas International Airport) (به زبان بومی: Aeropuerto Internacional de Rosario - Islas Malvinas) یک فرودگاه نظامی و همگانی با کد یاتا ROS است که یک باند فرود بتن دارد و طول باند آن ۳۰۰۰ متر است. این فرودگاه در شهر روزاریو کشور آرژانتین قرار دارد و در ارتفاع ۲۶ متری از سطح دریا واقع شده است.

## شرکت‌های هواپیمایی و مقصدهای پروازی

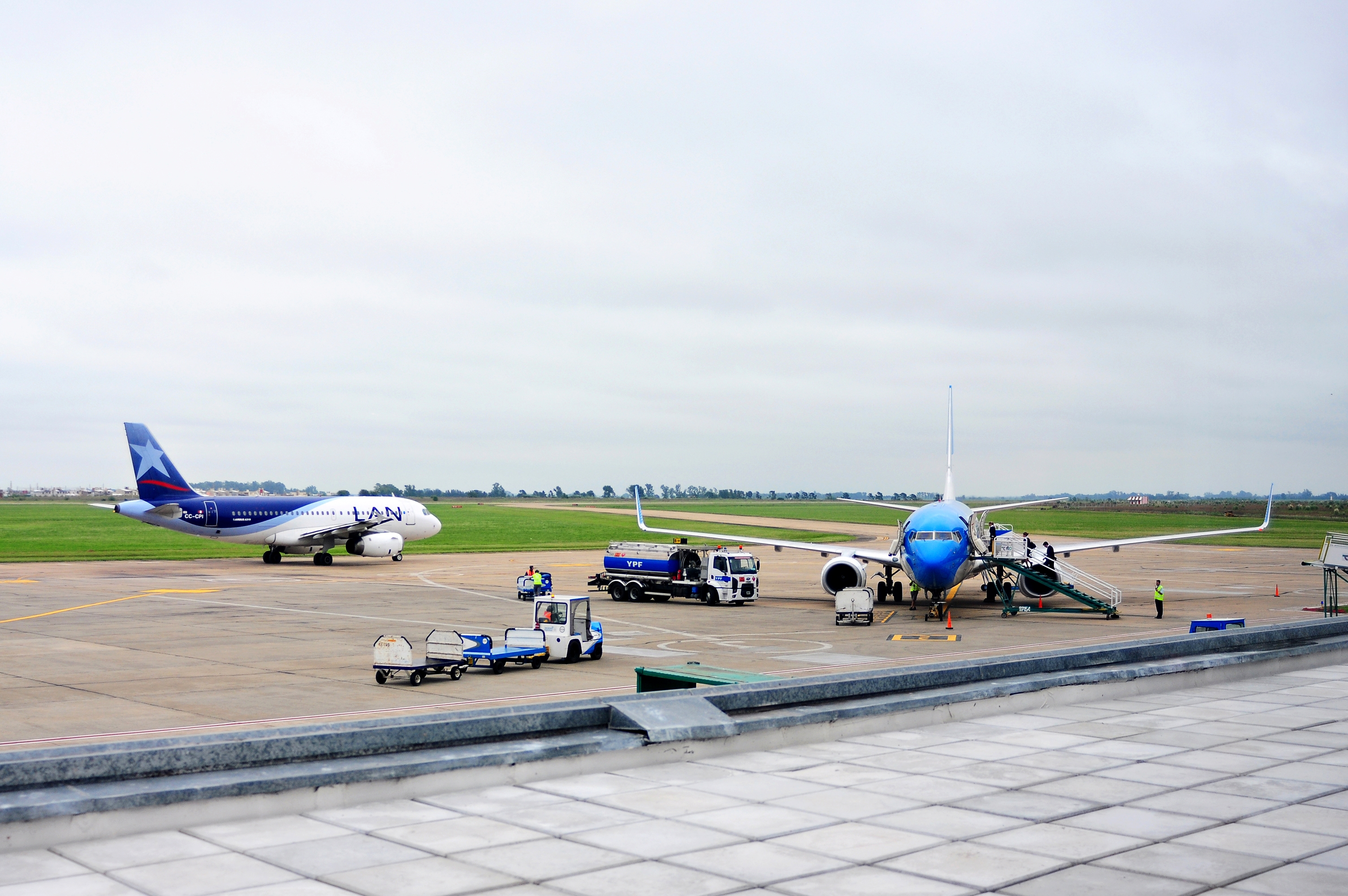
Airbus A319 LATAM Perú and Boeing 737-700 Aerolíneas Argentinas in Rosario.

| شرکت‌های هواپیمایی                                   | مقصدهای پروازی | Terminal |
| --------------------------------------------------- | --- | -------- |
| ارولینیاس آرژانتیناس                                | فصلی: کامندنتی ارماندو توولا | D        |
| ارولینیاس آرژانتیناس                                | فصلی: هرکیلیو لوز، ریو دوژانیرو گالیائو | I        |
| ارولینیاس آرژانتیناس اجرا توسط اوسترال لینئاس آئراس | محله هوایی یورگ نوبری، مینیسترو پیستارینی، اینگنیرو ارناوتیکو امبرسیو تاراولا, گاورنر فرنسیسکو گابریلی، آبشار ایگواسو, مارتین میگول داگومس، تنینته لوییس کندلاریا فصلی: کامندنتی ارماندو توولا، اوشوآیا – مالویناس آرجنتیناس | D        |
| ارولینیاس آرژانتیناس اجرا توسط اوسترال لینئاس آئراس | فصلی: کاپیتان دا کوربتا کارلووس برندزینو کوربلو | I        |
| کوپا ایرلاینز                                       | توکومن | I        |
| گول ایر ترنسپورت                                    | ریو دوژانیرو گالیائو | I        |
| تام ایرلاینز                                        | سائو پائولو گوارولوس | I        |
| لان ایرلاینز                                        | کومودورو ارتورو مرینو بنیتز | I        |
| لان پرو                                             | خورخه چاوز | I        |
| اسکای ایرلاین                                       | کومودورو ارتورو مرینو بنیتز (آغاز از ۳ اکتبر ۲۰۱۷) | I        |